# Thudaca
Genre
Thudaca est un genre de lépidoptères (papillons) de la famille des Depressariidae et de la sous-famille des Hypertrophinae. 
Ils sont originaires d'Australie.
Leurs chenilles se nourrissent généralement sur des Myrtaceae.
Leurs chrysalides sont nues et se tiennent debout sur leur extrémité.
Ce genre comprend les 14 espèces suivantes :
- Thudaca calliphrontis Meyrick, 1892
- Thudaca campylota Meyrick, 1892
- Thudaca circumdatella (Walker, 1864)
- Thudaca crypsidesma Meyrick, 1893
- Thudaca cymatistis Meyrick, 1893
- Thudaca haplonota Meyrick, 1892
- Thudaca heterastis Meyrick, 1892
- Thudaca mimodora Meyrick, 1892
- Thudaca monolechria Turner, 1947
- Thudaca obliquella Walker, 1864
- Thudaca ophiosema Meyrick, 1892
- Thudaca orthodroma Meyrick, 1892
- Thudaca stadiaula Meyrick, 1892
- Thudaca trabeata Meyrick, 1892